# Hrabstwo Haakon
Hrabstwo Haakon (ang. Haakon County) – hrabstwo w stanie Dakota Południowa w Stanach Zjednoczonych. Obszar całkowity hrabstwa obejmuje powierzchnię 1827,22 mil² (4732,48 km²). Według szacunków United States Census Bureau w roku 2009 miało 1777 mieszkańców.
Hrabstwo powstało w 1914 roku. 

## Miasta
- Midland
- Philip[4]